# 체스터 콘클린
체스터 콘클린(Chester Conklin, 1886년 1월 11일 ~ 1971년 10월 11일)는 미국의 배우, 영화배우, 희극 배우이다.

## 영화
- 릴 애브너 (1959년)
- 록-어-바이 베이비 (1958년)
- 100만개의 눈을 가진 괴물 (1955년)
- 아파치 여인 (1955년)
- 페일페이스의 아들 (1952년)
- 마이 페이버릿 스파이 (1951년)
- 팬시 팬츠 (1950년)
- 레츠 댄스 (1950년)
- 더 뷰티풀 브론드 프럼 배쉬풀 벤드 (1949년)
- 마이 프렌드 어머 (1949년)
- 폴라인의 모험 (1947년)
- 썸딩 포 더 보이즈 (1944년)
- 니커보커 홀리데이 (1944년)
- 캔트 헬프 싱잉 (1944년)
- 모간 크리크의 기적 (1944년)
- 정복 영웅의 환영 (1944년)
- 어라운드 더 월드 (1943년)
- 팜 비치 스토리 (1942년)
- 내 사랑 마녀 (1942년)
- 설리반의 여행 (1942년)
- 천국의 사도 조단 (1941년)
- 릴 애브너 (1940년)
- 위대한 독재자 (1940년)
- 모던 타임즈 (1936년) - 수리공 역
- 더 빅 브로드캐스트 오브 1936 (1935년)
- 할렐루야 아임 어 범 (1933년)
- 허 매제스티, 러브 (1931년)
- 쇼 오브 쇼 (1929년)
- 우먼 오브 더 월드 (1925년)
- 오페라의 유령 (1925년)
- 탐욕 (1925년)
- 황금광시대 (1925년)
- 드로핑튼스 데블리쉬 디드 (1915년)
- 웬 엠브로즈 데어드 왈러스 (1915년)
- 더 배틀 오브 엠브로즈 앤 왈러스 (1915년)
- 매스쿼레이더 (1914년)
- 마벨의 바쁜 날 (1914년)
- 코트 인 어 카바레 (1914년)
- 생계 (1914년)
- 틸리스 펑처드 로맨스 (1914년)
- 마벨스 스트레인지 프레디커먼트 (1914년)
- 소나기 사이에 (1914년)
- 찰리의 오락 (1914년)
- 마벨의 운전 (1914년)
- 20분의 사랑 (1914년)
- 페이스 온 더 바 룸 플로어 (1914년)
- 사랑의 아픔 (1914년)
- 더그 앤 다이너마이트 (1914년)
- 무례한 신사들 (1914년)
- 혹독한 사랑 (1914년)